# Wojciech Organiściak
Wojciech Tomasz Organiściak (ur. 18 października 1961 w Bochni, zm. 13 maja 2018) – polski prawnik i historyk, doktor habilitowany nauk prawnych, nauczyciel akademicki Uniwersytetu Śląskiego, sędzia Wojewódzkiego Sądu Administracyjnego w Gliwicach, w działalności naukowej specjalizował się w zakresie historii prawa.

## Życiorys
W 1986 na Wydziale Nauk Społecznych Uniwersytetu Śląskiego w Katowicach uzyskał dyplom magistra historii na podstawie pracy Harcerze w walkach o niepodległość w latach 1914–1921; promotorem pracy był dr Lechosław Cebo. W 1988 na Wydziale Prawa i Administracji Uniwersytetu Śląskiego uzyskał dyplom magistra prawa na podstawie pracy Konstytucje wojenne z czasów panowania Zygmunta III Wazy napisanej pod kierunkiem prof. Adama Lityńskiego. Pod kierunkiem tego samego promotora na Wydziale Prawa i Administracji UŚl w 1998 na podstawie rozprawy pt. Kodeksy wojskowe roku 1775 w Polsce otrzymał stopień naukowy doktora nauk prawnych w zakresie prawa, specjalność: historia państwa i prawa. Tam też na podstawie dorobku naukowego oraz rozprawy pt. Wincentego Skrzetuskiego Prawo polityczne narodu polskiego uzyskał w 2017 stopień doktora habilitowanego nauk prawnych w zakresie prawa.
Został adiunktem w Katedrze Historii Prawa Wydziału Prawa i Administracji Uniwersytetu Śląskiego oraz sędzią Wojewódzkiego Sądu Administracyjnego Gliwicach.
Zmarł 13 maja 2018. Został pochowany 17 maja 2018 na cmentarzu przy ul. Starzyńskiego 2 w Sosnowcu.